# رینولدز هایتس (پنسیلوانیا)
رینولدز هایتس (به انگلیسی: Reynolds Heights) یک منطقهٔ مسکونی در ایالات متحده آمریکا است که در شهرستان مرسر، پنسیلوانیا واقع شده‌است. رینولدز هایتس ۲٬۰۶۱ نفر جمعیت دارد.